# Shining Force EXA
 (novembre 2018).
Si vous disposez d'ouvrages ou d'articles de référence ou si vous connaissez des sites web de qualité traitant du thème abordé ici, merci de compléter l'article en donnant les références utiles à sa vérifiabilité et en les liant à la section « Notes et références ».
Shining Force EXA (シャイニング・フォース イクサ, Shainingu Fōsu Ikusa) est un action RPG sorti sur PlayStation 2 en 2007 au Japon et aux États-Unis. Ce jeu a été développé par Neverland et publié par Sega. Il fait partie de la série Shining.